# Mossebergs församling
Mossebergs församling var en församling  i Skara stift i nuvarande Mullsjö kommun. Församlingen uppgick 1548 i Sandhems församling.

## Administrativ historik
Församlingen har medeltida ursprung och uppgick 1548 i Sandhems församling, efter att före dess ingått i samma pastorat.